# 元朗新市鎮
元朗新市鎮（英語：Yuen Long New Town）是香港九個新市鎮之一，座落於香港新界西的元朗區，是元朗第一個新市鎮，人口約16萬，由大橋、水邊圍、雞地、水牛嶺等地方發展而成。現在也向北延伸至東頭工業區、元朗創新園（前稱元朗工業邨）及朗屏邨等地，及向南延伸至大旗嶺。元朗新市鎮大致範圍東至新時代廣場附近，南面被元朗公路包圍，西面則伸延至朗天路。

## 發展

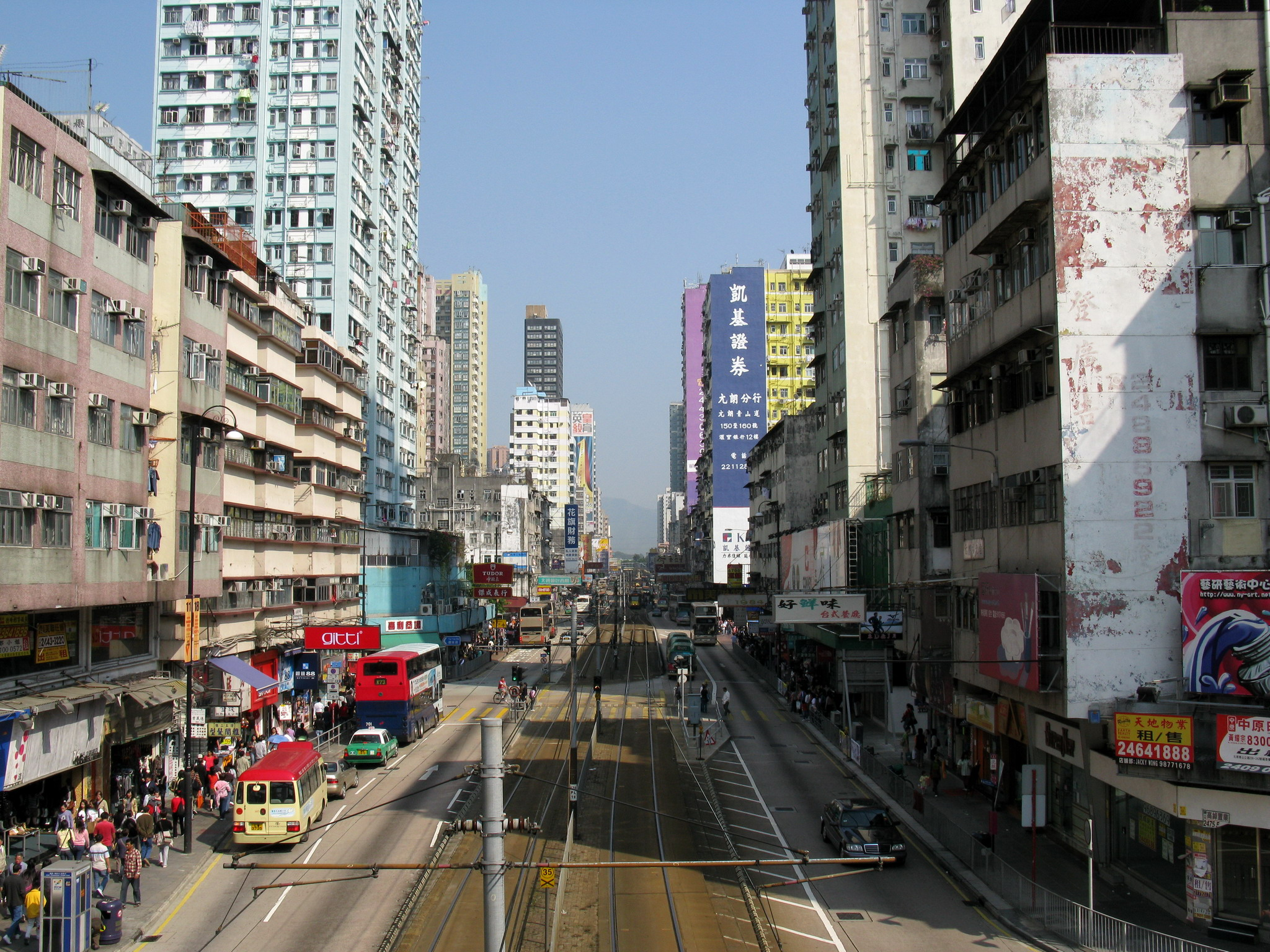
元朗新市鎮市中心地帶

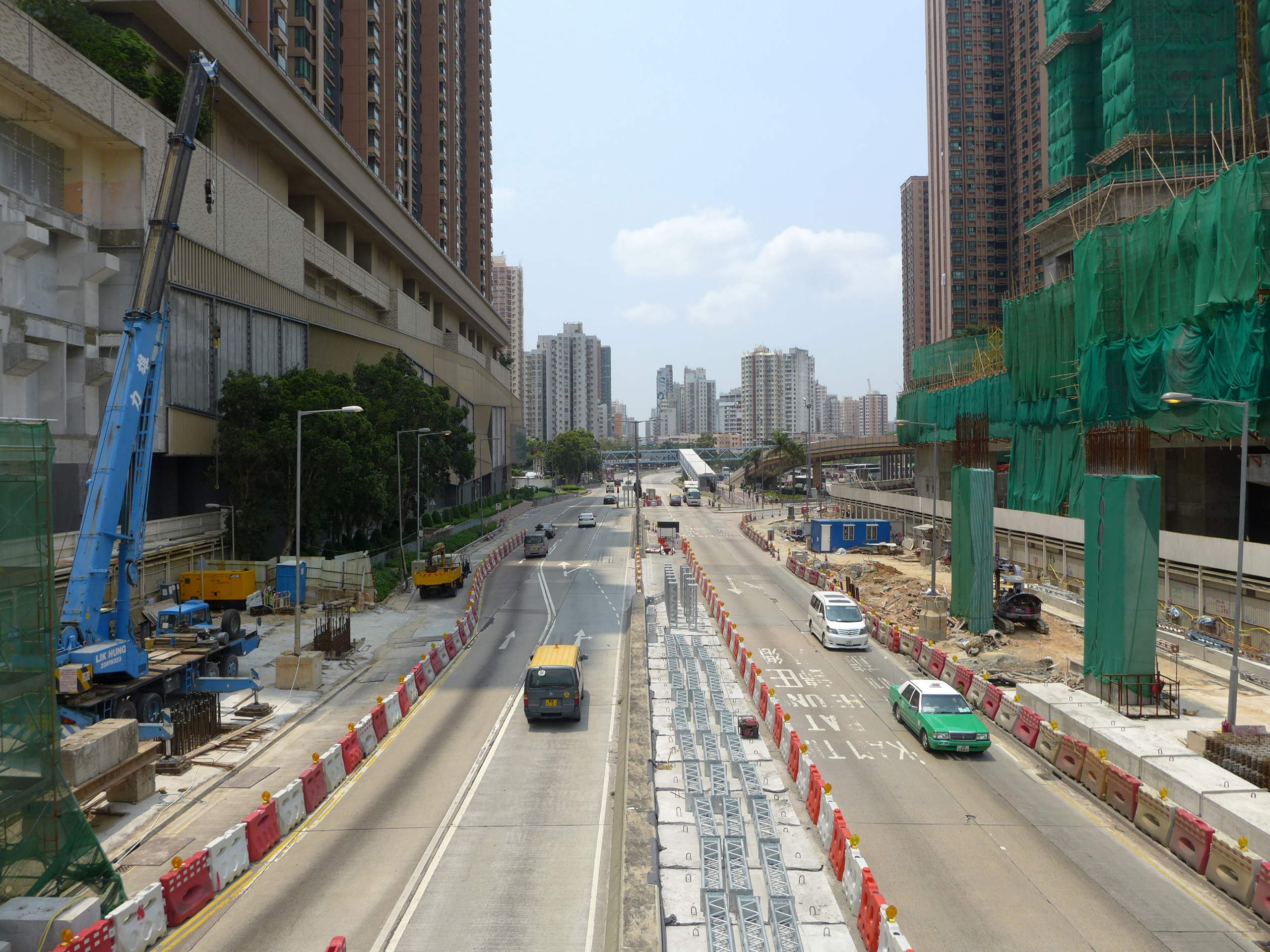
元朗新市鎮-YOHO Midtown及YOHO Town 3期交界位置（2014年4月攝）

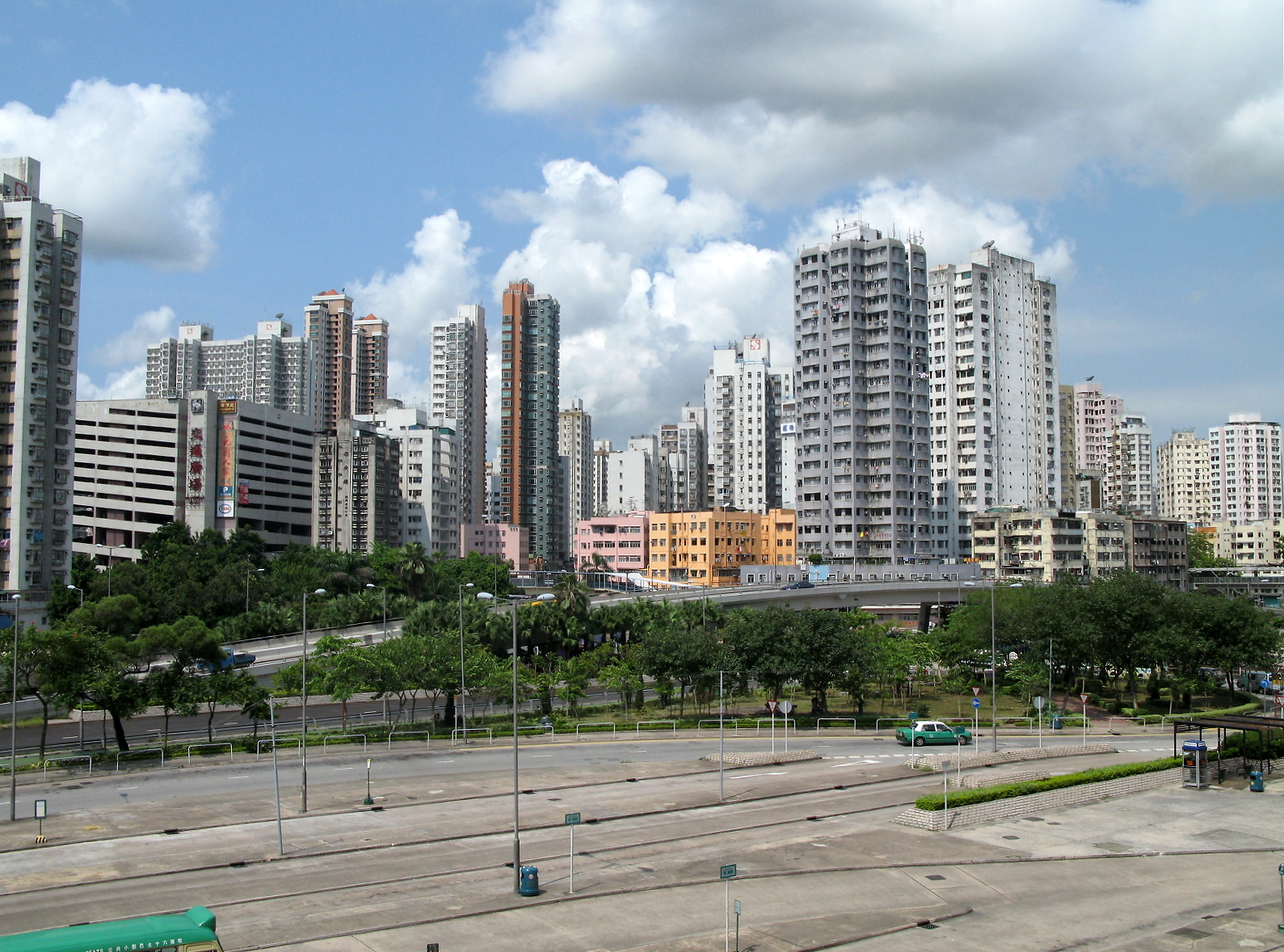
元朗（東）巴士總站

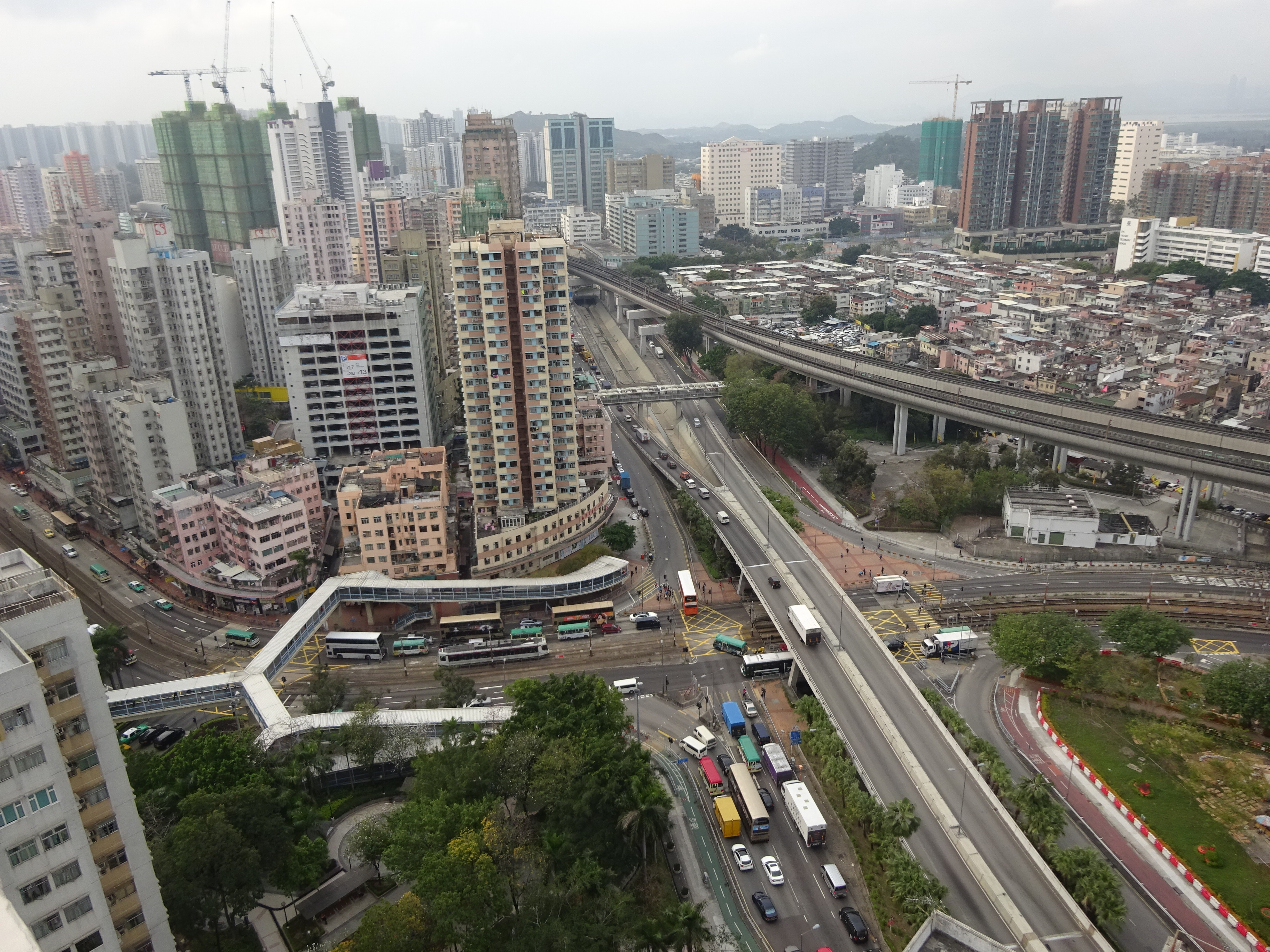
元朗新市鎮

鳳攸東街一帶的單棟住宅

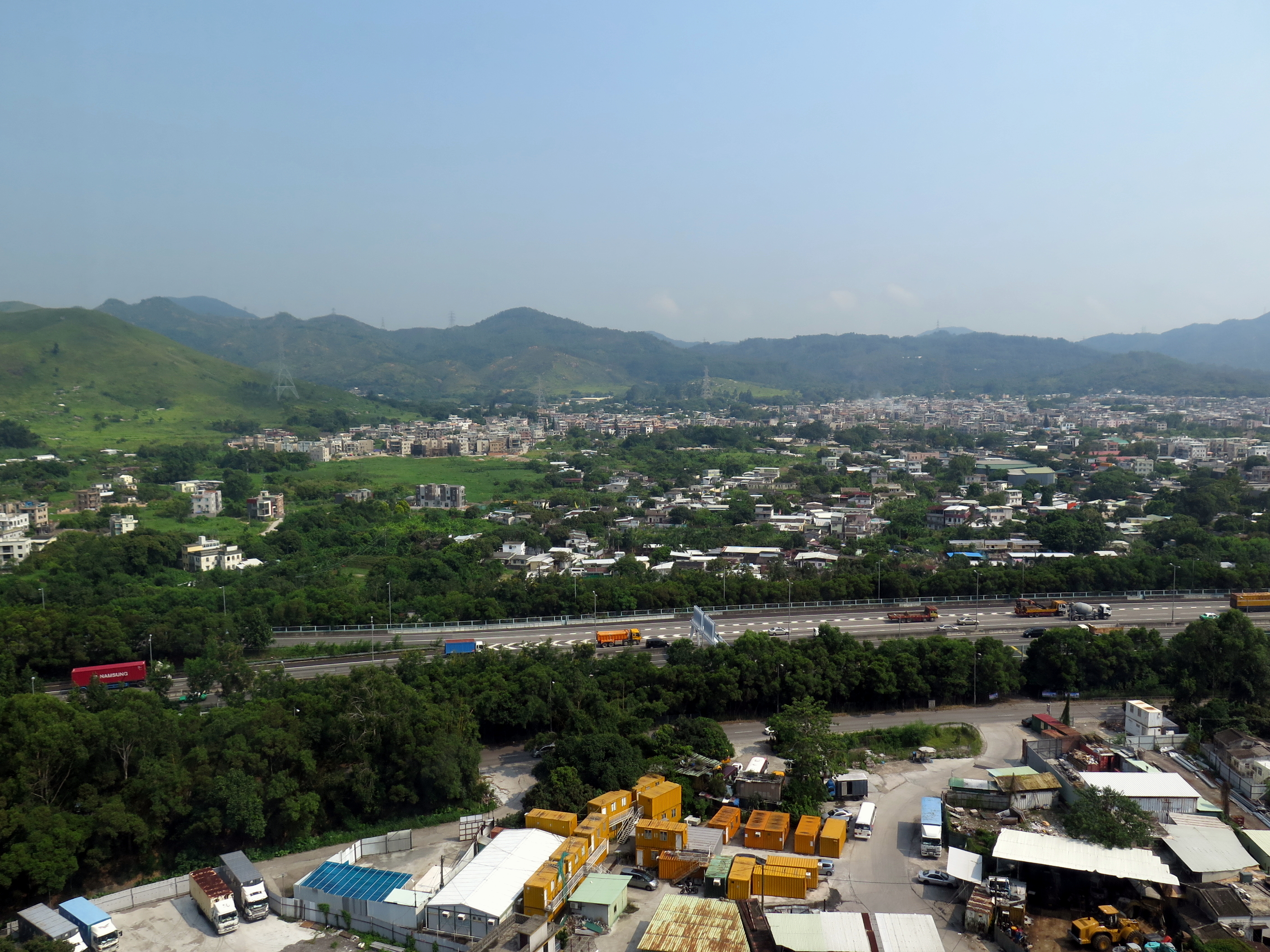
十八鄉鄉村群

1978年，政府在元朗發展新市鎮，發展區主要位於大橋、水邊圍、雞地等地。新市鎮在青山公路元朗段兩邊進行發展，並向西遠達朗天路，向南北擴展。新市鎮包括警署、消防局、醫院及診所、運動場、表演場地、戲院及公園等設施。另外，新市鎮也劃出住宅及工業用地，發展成朗屏邨及元朗工業邨（現稱元朗工業園）等。
近年，因為元朗公路、青朗公路及九廣西鐵（現屬港鐵屯馬綫）等的開通，加速了新市鎮的發展，有數個中大型私人屋苑已在周邊地區建成。現在，香港政府正在開發新市鎮以南、元朗公路以北的地區。現時擴展區（即元朗新市鎮第十三至十四區）的道路鋪設已經完成，包括新建的十八鄉路及數條原有道路的延伸。根據規劃署《新界規劃小冊子》所載的元朗新市鎮發展計劃一般土地用途的地圖，以後新市鎮的範圍會擴展至元朗公路以北的所有地方。

## 住宅及商場

### 公共屋邨
- 元朗邨（已拆卸）

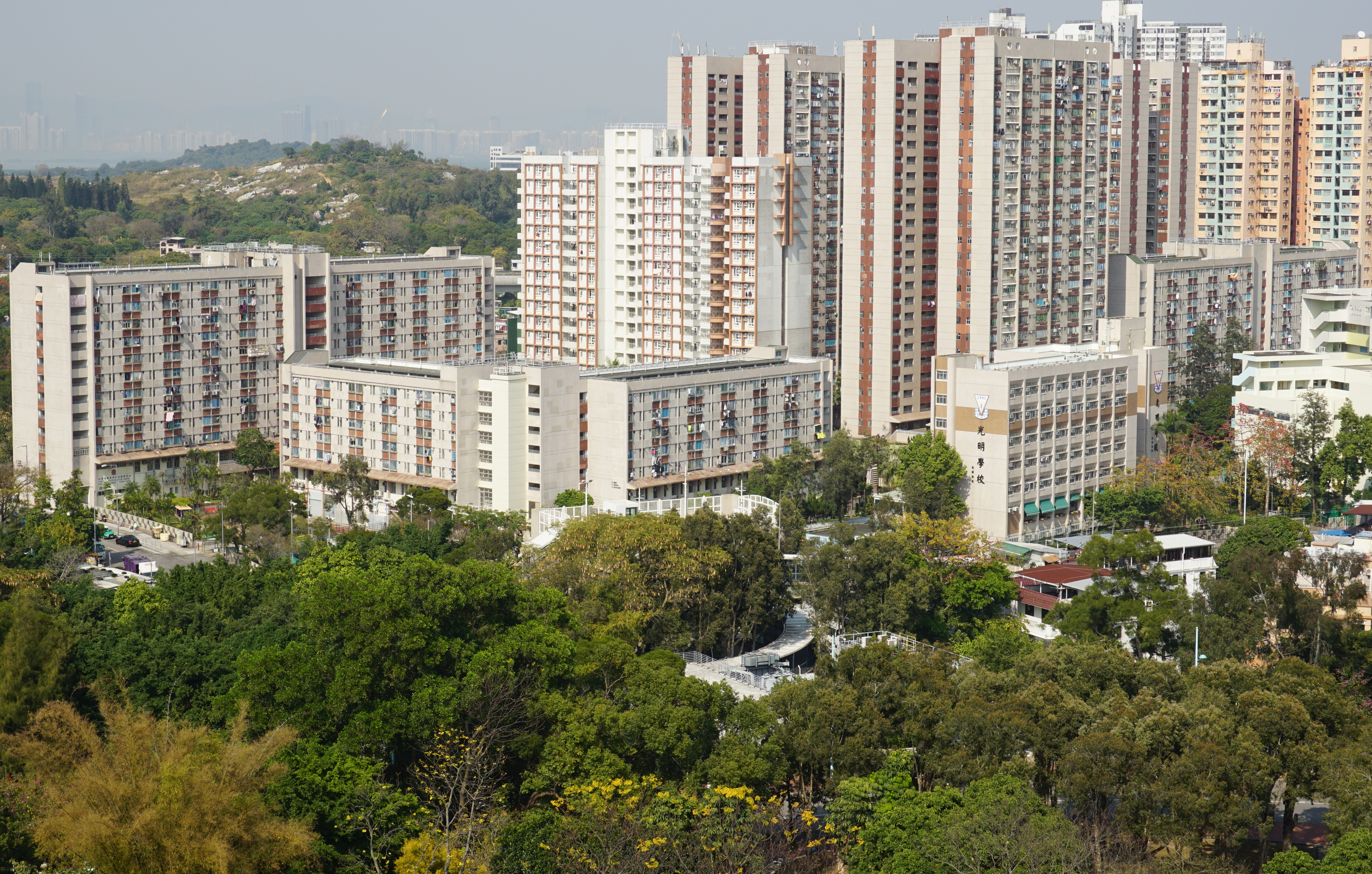
水邊圍邨
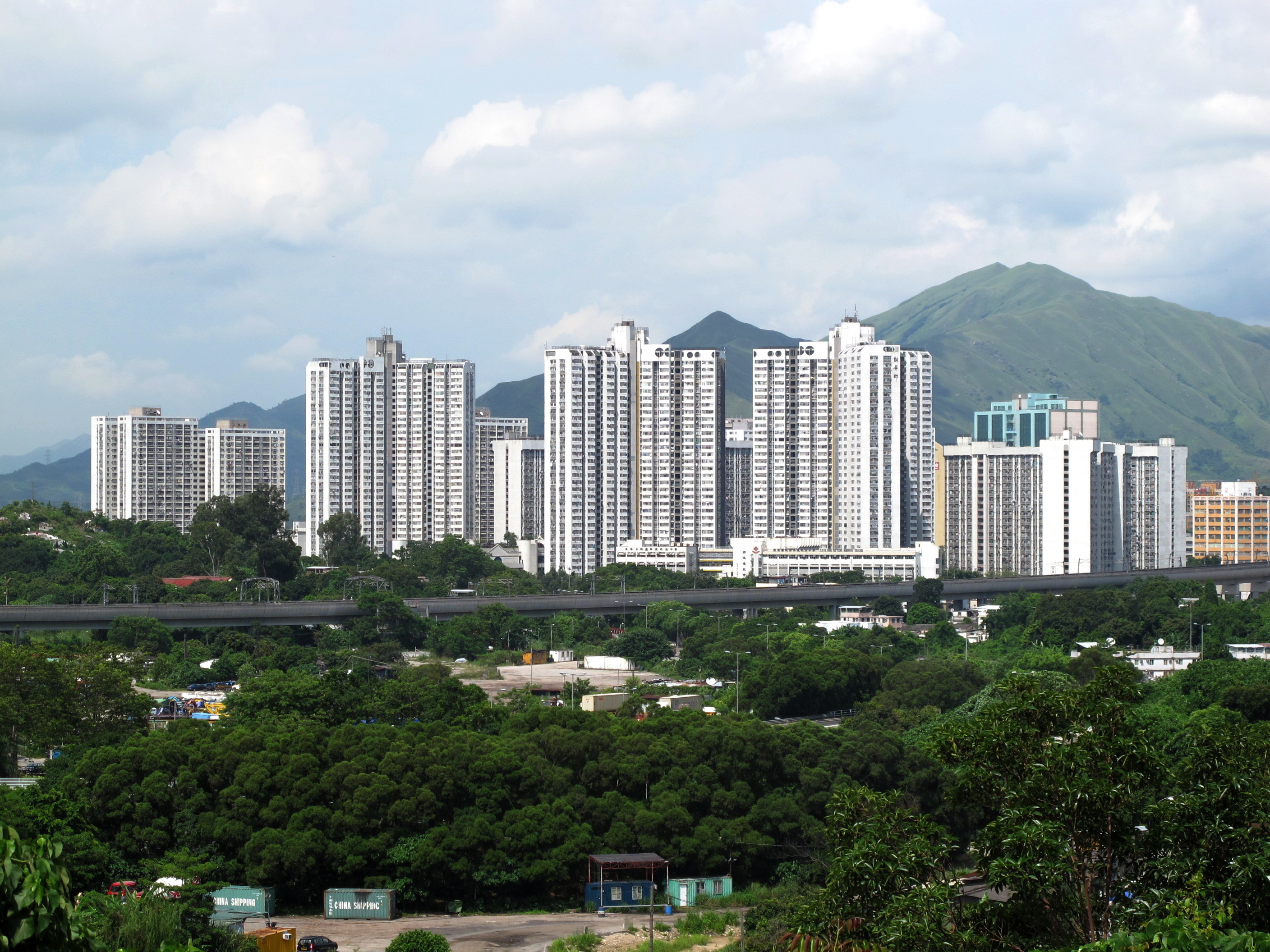
朗屏邨
- 朗邊中轉房屋（已拆卸）
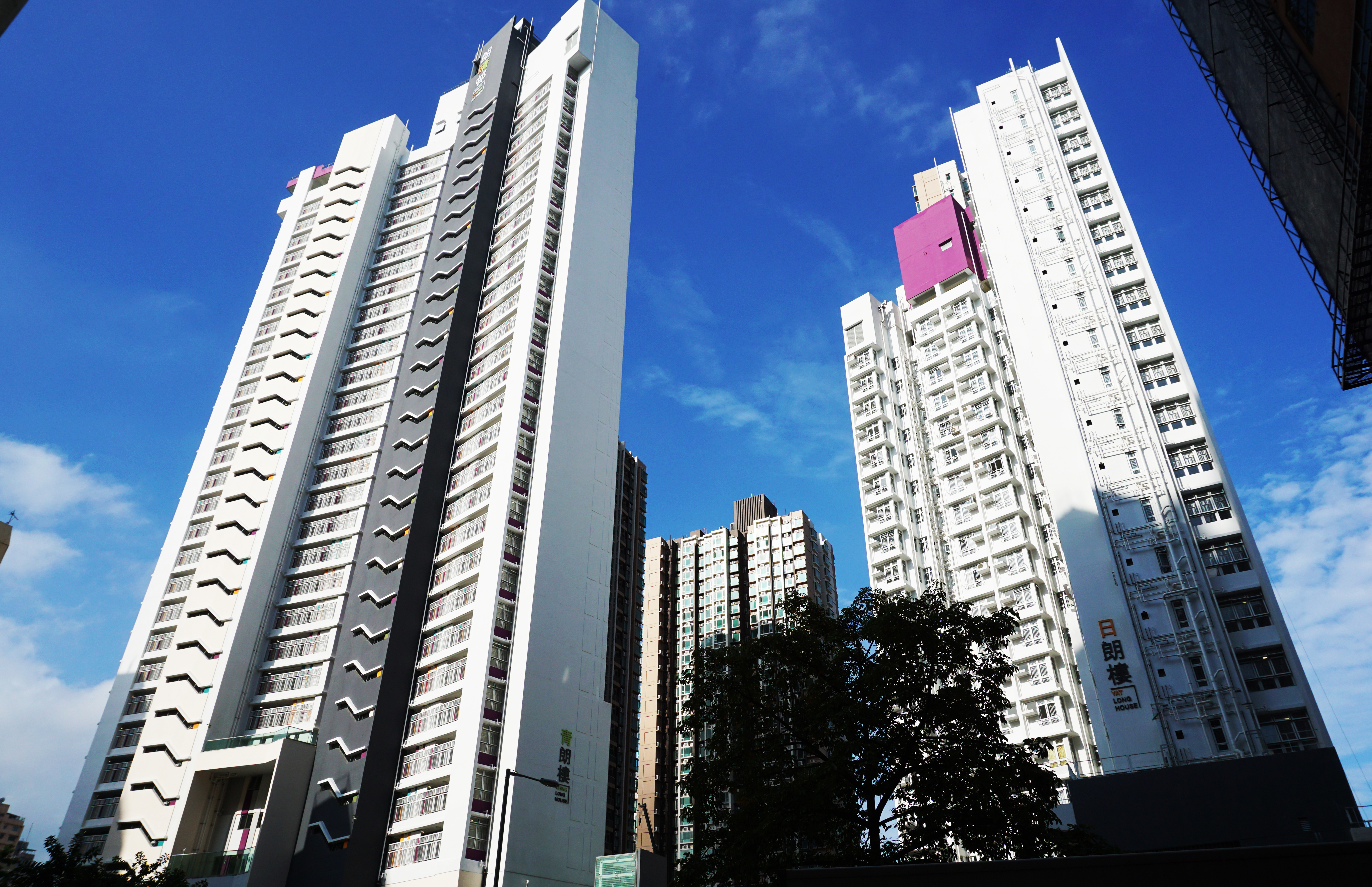
朗晴邨
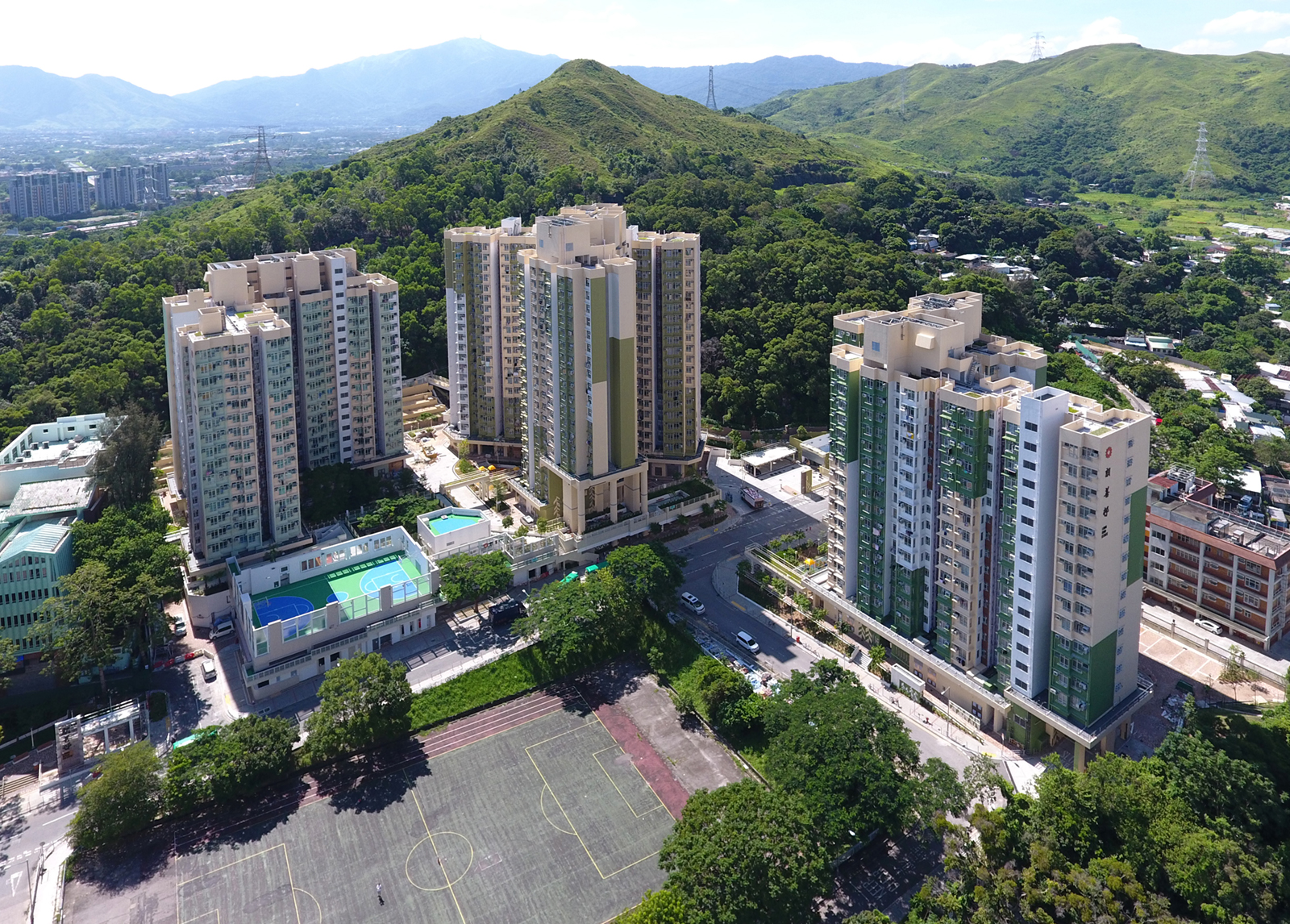
朗善邨

- 水邊圍邨
- 朗屏邨
- 朗晴邨
- 朗善邨

### 居屋屋苑
- 鳳庭苑
- 宏富苑
- 朗天苑（興建中）

### 私人屋苑（大型）
| - YOHO系列: 1. YOHO Town(新時代廣場) 2. YOHO Midtown 3. Grand YOHO 4. The YOHO Hub - Park YOHO - 新元朗中心 - 葉庭 - 蝶翠峰 - 尚豪庭 - 雍翠豪園 | - 朗晴居 - 朗怡居 - 朗庭園 - 原築 - 尚悅 - Residence譽88 - 瑧頤 - 溱柏 - 世宙 - 朗屏8號 - 朗城匯 - 御豪山莊 - 御景園 - 翹翠峰 |

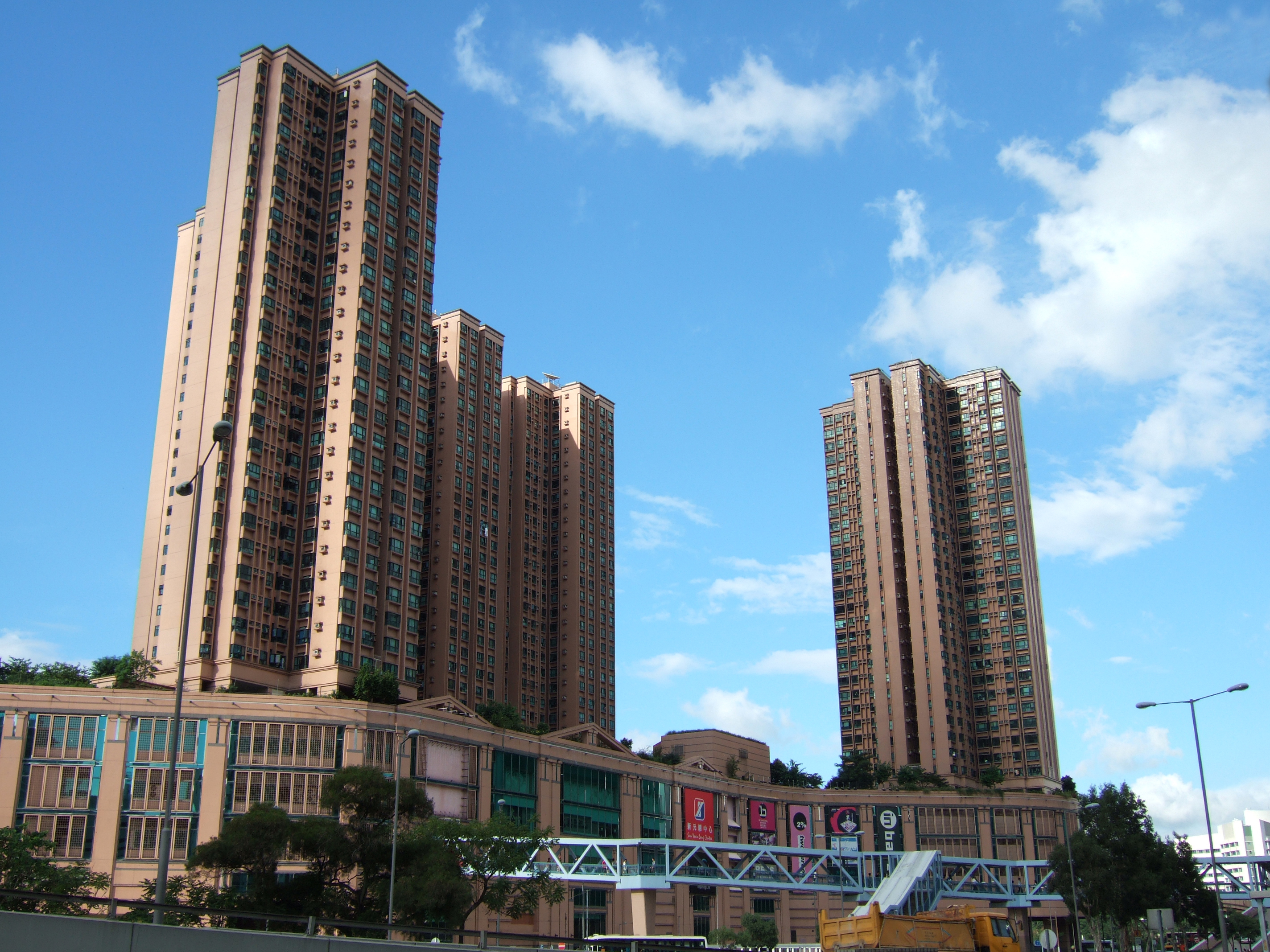
新元朗中心
雍翠豪園
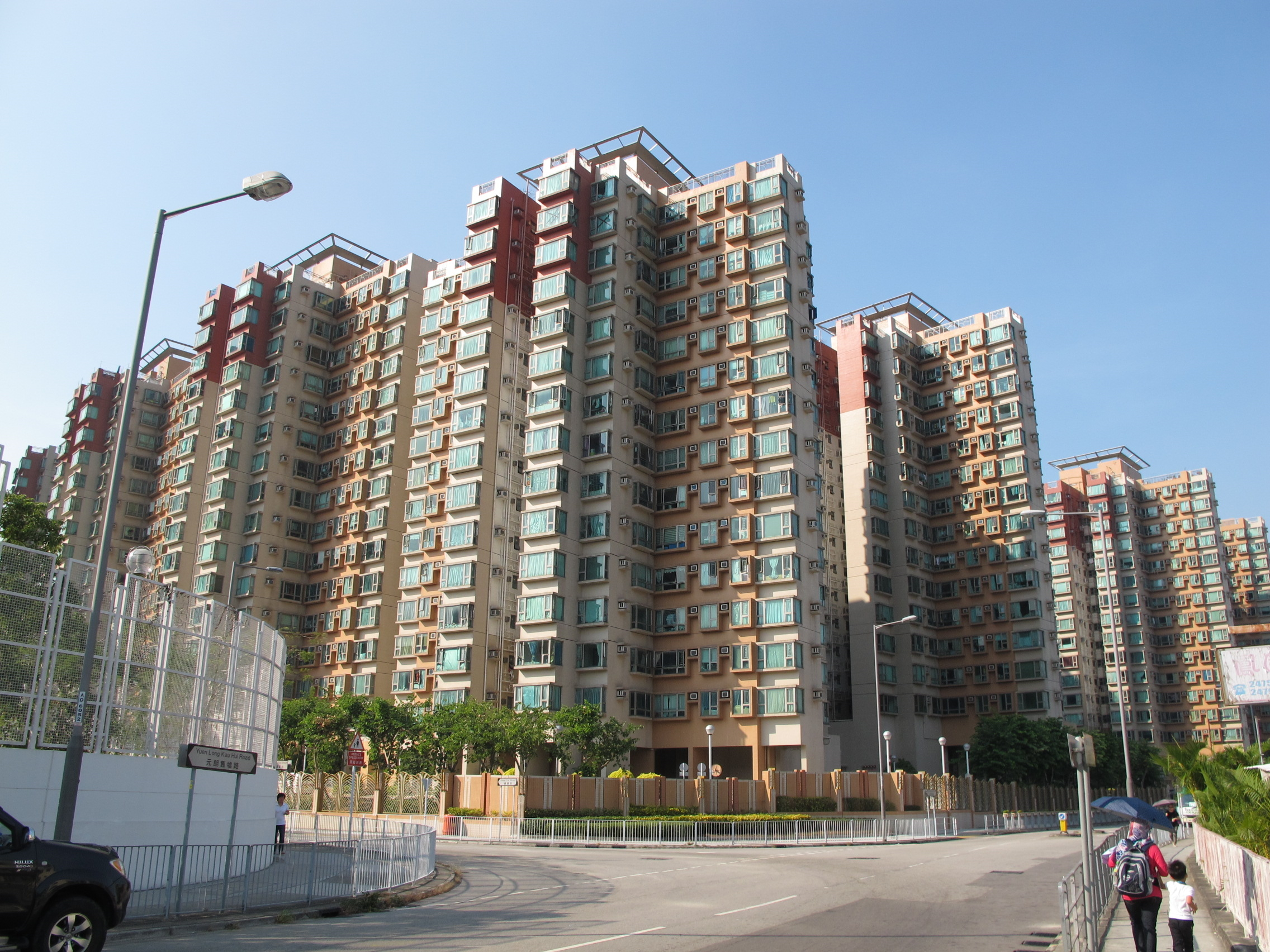
采葉庭
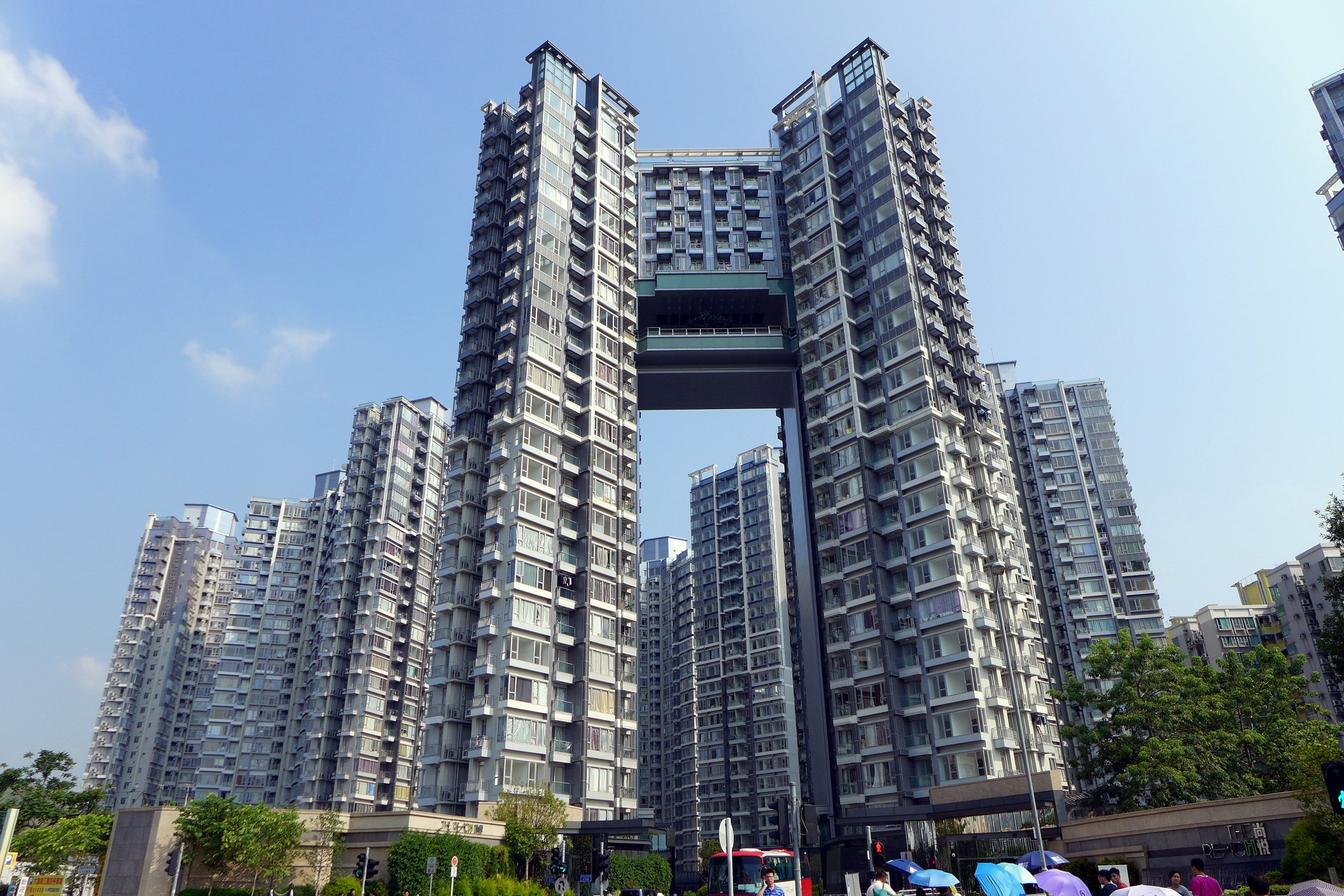
尚悅
溱柏
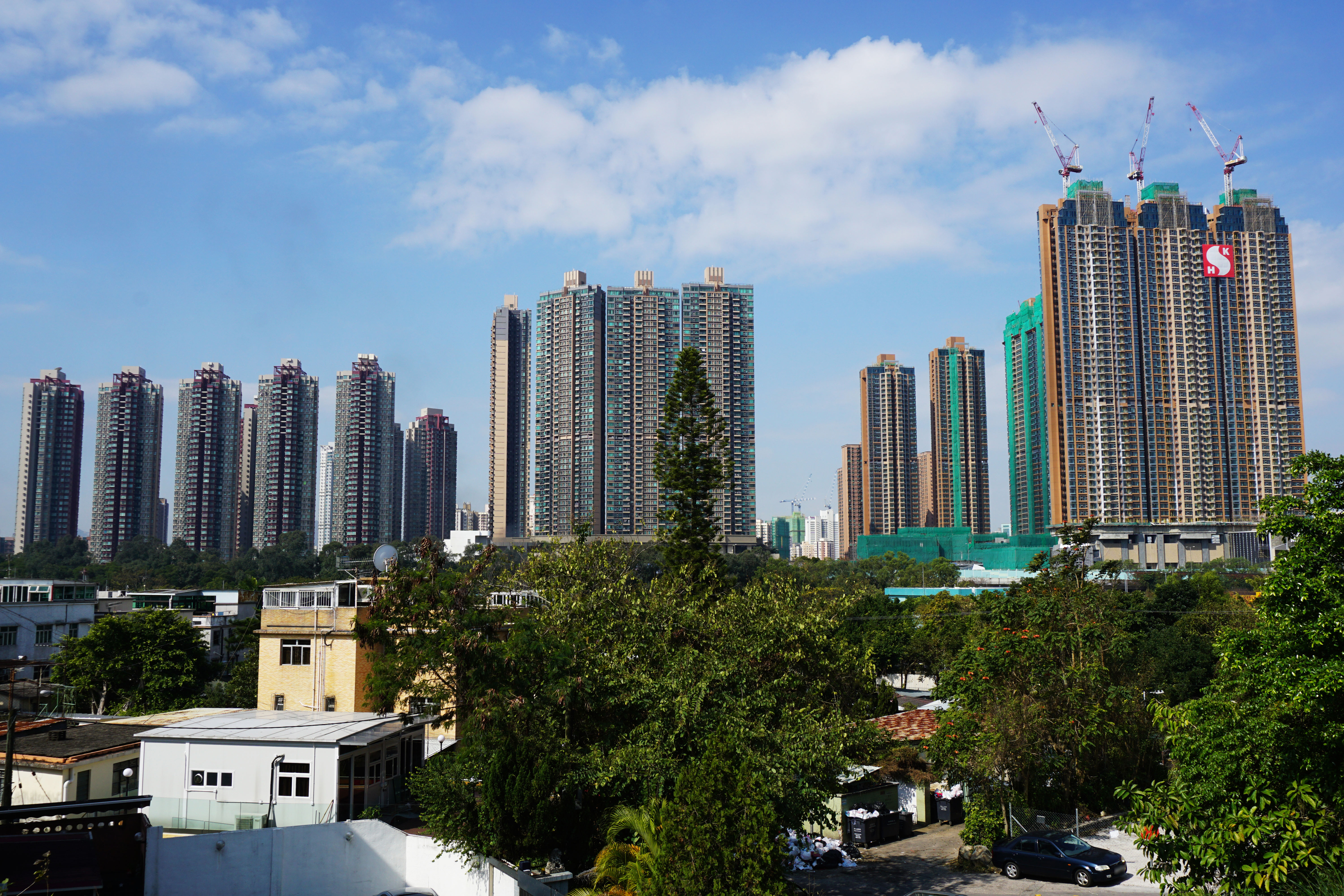
Yoho Town

### 大型商場
- 朗善商場
- 形點I
- 形點II
- YOHO MIX元點

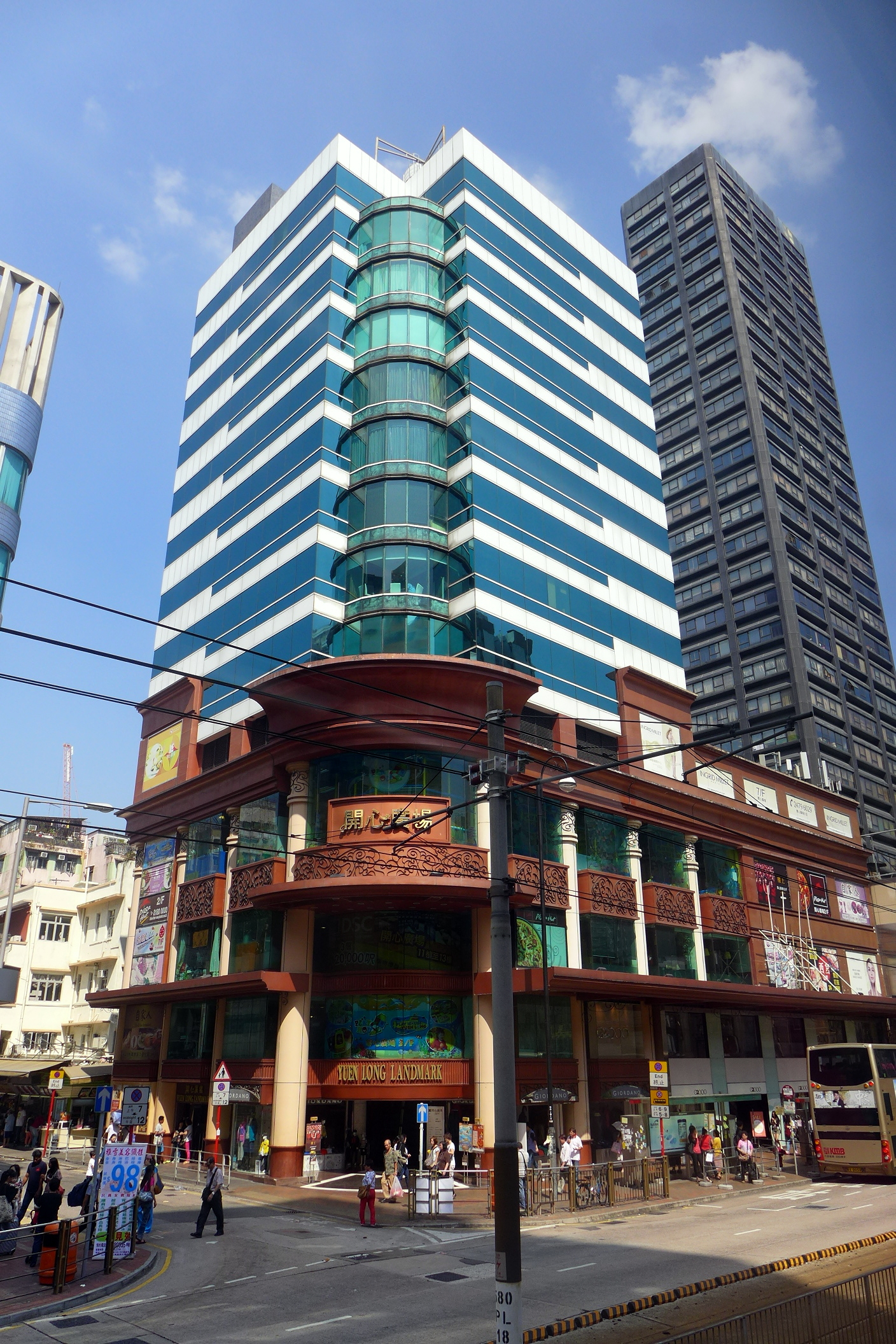
合益廣場
- 同益商場
元朗千色匯
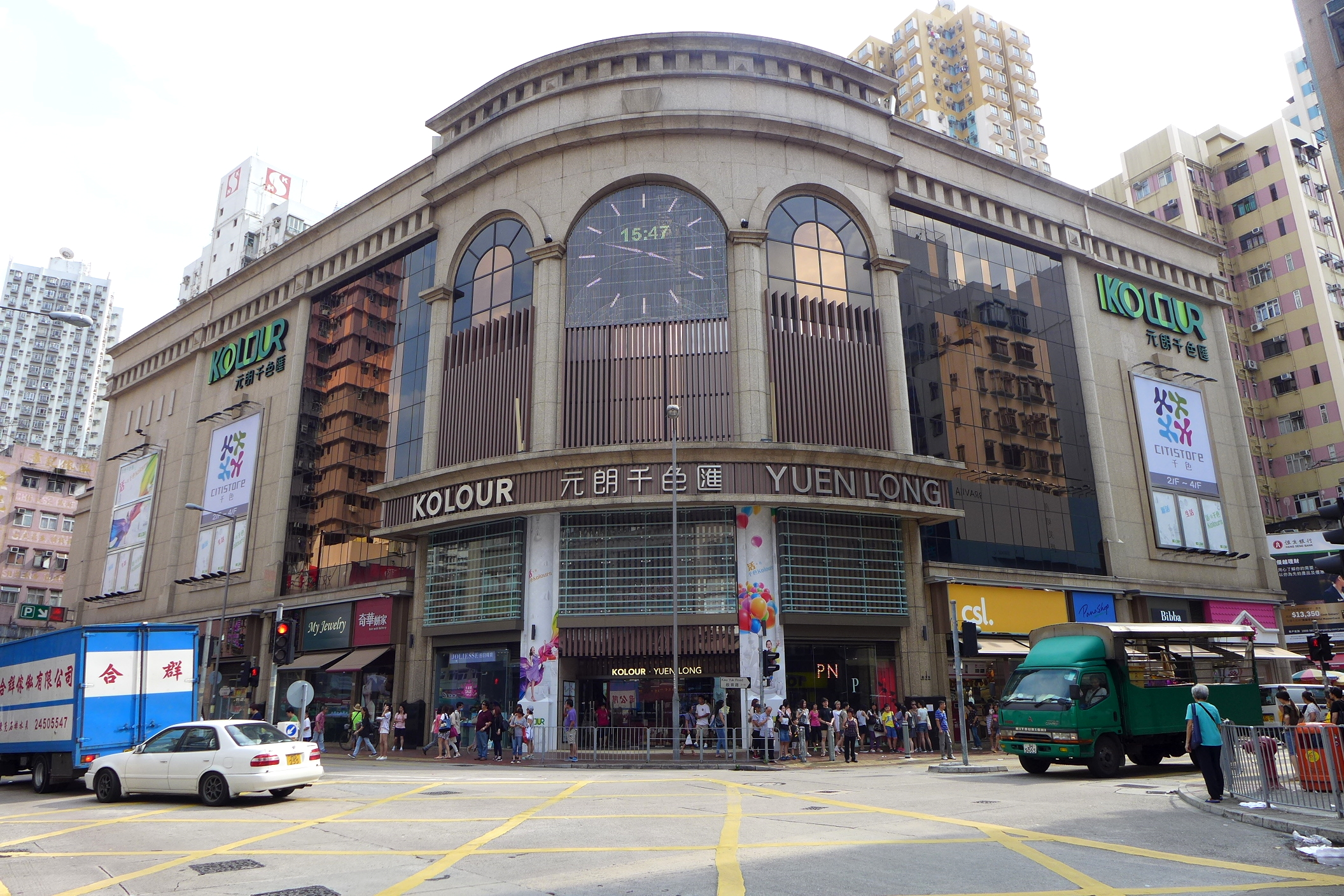
元朗千色匯

- 開心廣場
- 喜利大廈商場
- 朗屏商場
- 元朗廣場
- 光華廣場
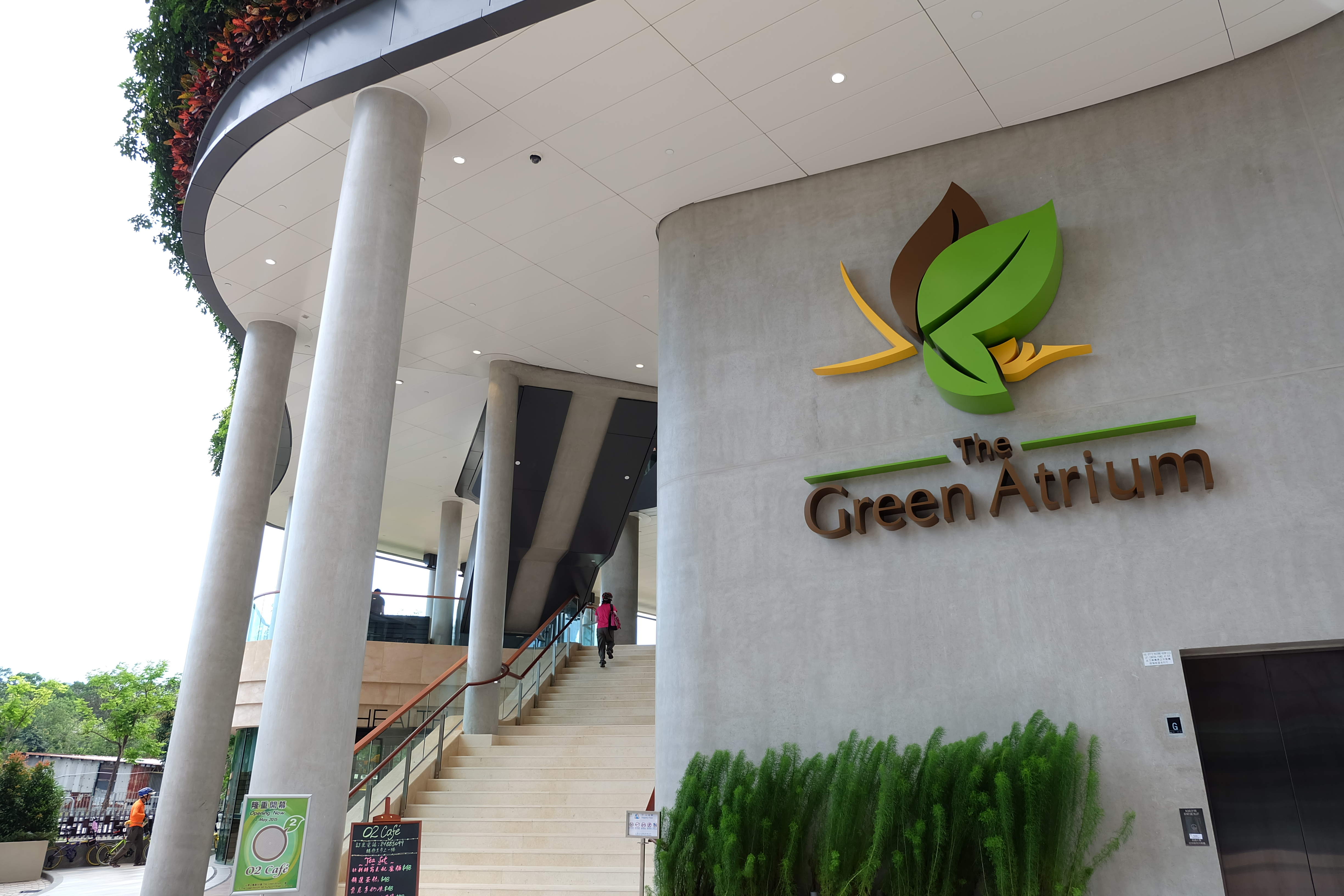
溱柏The Green Atrium
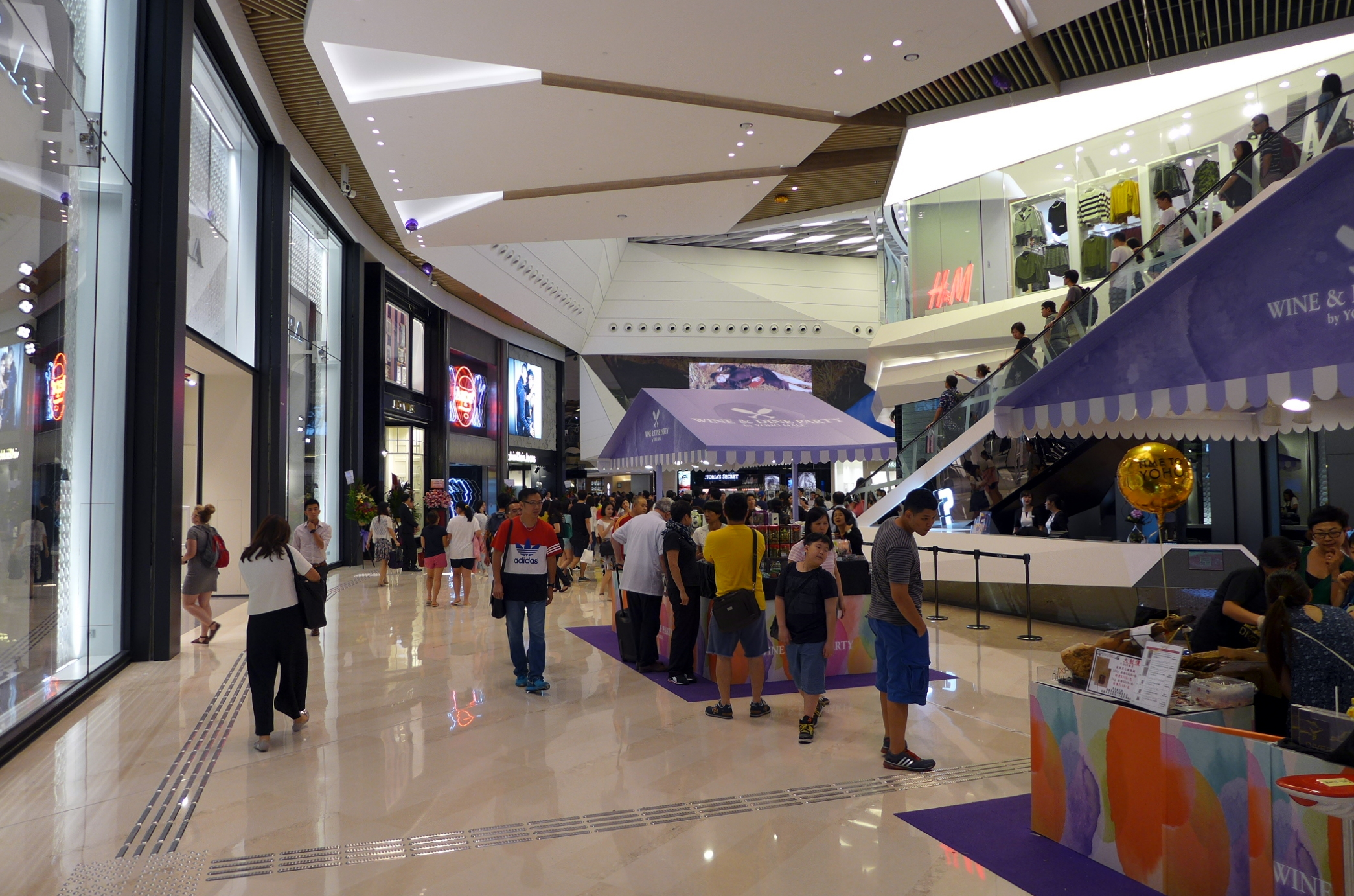
YOHO MALL 形點

- 開心廣場
- 元朗廣場
- 元朗千色匯
- 溱柏Green Atrium商場
- YOHO MALL 形點

## 基礎教育

### 中學
元朗新市鎮共有18所中學。以下是元朗新市鎮的主要中學列表：

| - 元朗公立中學 - 新界鄉議局元朗區中學 - 路德會西門英才中學 - 元朗商會中學 - 趙聿修紀念中學 - 東華三院盧幹庭紀念中學 - 博愛醫院鄧佩瓊紀念中學 - 明愛元朗陳震夏中學（前身為明愛陳震夏元朗職業先修中學）88 - 元朗天主教中學 - 基督教香港信義會宏信書院 | - 伯特利中學 - 中華基督教會基元中學 - 中華基督教會基朗中學 - 聖公會白約翰會督中學 - 東華三院馬振玉紀念中學 - 金巴崙長老會耀道中學 - 遵理學校 - 遵道書院 |

### 小學
元朗新市鎮共有23所小學。以下是元朗新市鎮的主要小學列表：

| - 南元朗官立小學 - 聖公會靈愛小學 - 元朗商會小學 - 元朗朗屏邨東莞學校 - 光明學校 - 元朗朗屏邨惠州學校 - 博愛醫院歷屆總理聯誼會梁省德學校 - 元朗公立中學校友會小學 - 佛教陳榮根紀念學校 - 基督教香港信義會宏信書院 - 基督教香港信義會啟信學校 | - 中華基督教會元朗真光小學 - 元朗官立小學 - 鐘聲學校 - 惇裕學校 - 錦田公立蒙養學校 - 通德學校 - 聖公會聖約瑟小學 - 光明英來學校 - 港澳信義會黃陳淑英紀念學校 - 佛教榮茵學校 - 基督教宣道會徐澤林紀念小學 - 八鄉中心小學 |

## 公共設施

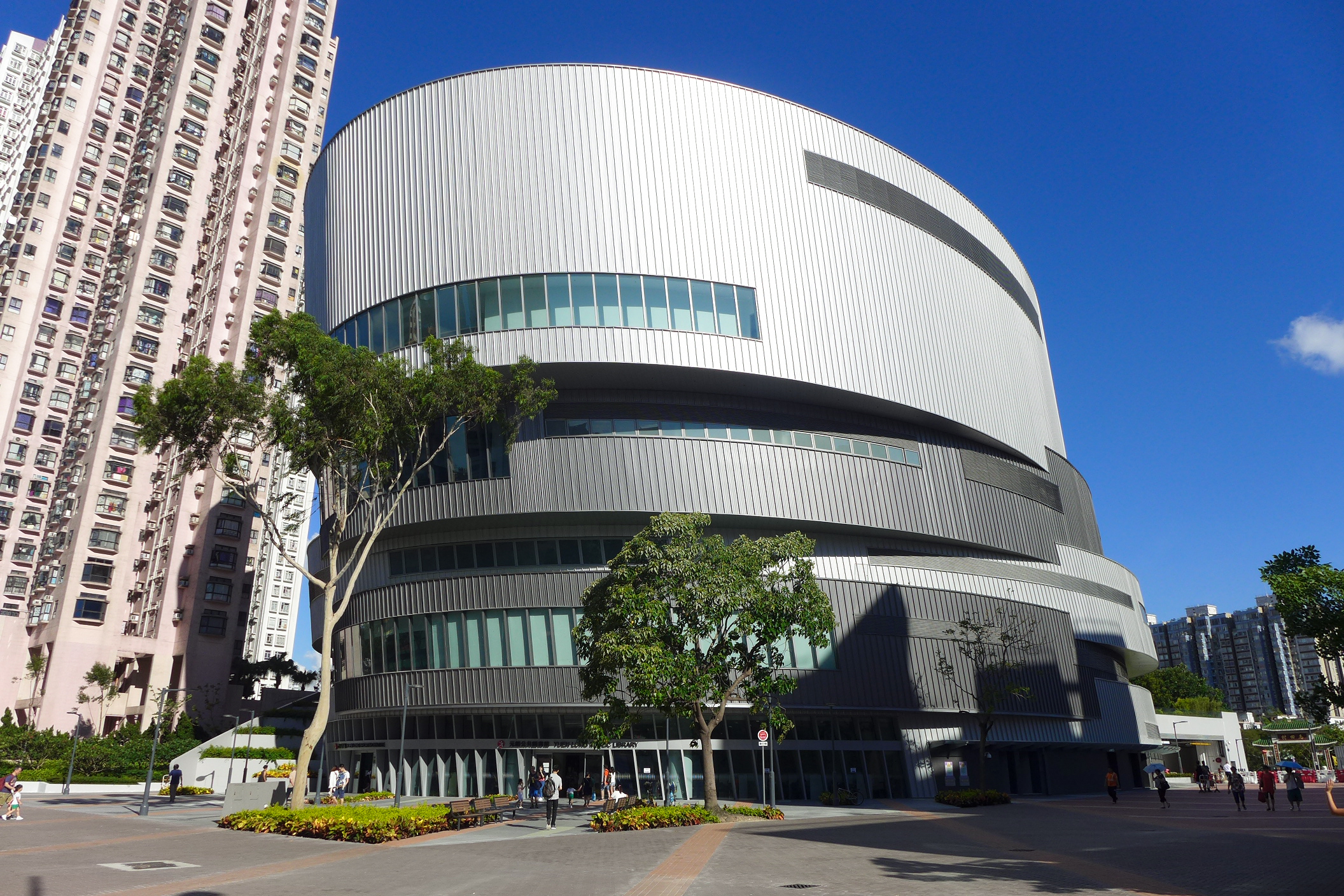
元朗文化康樂大樓

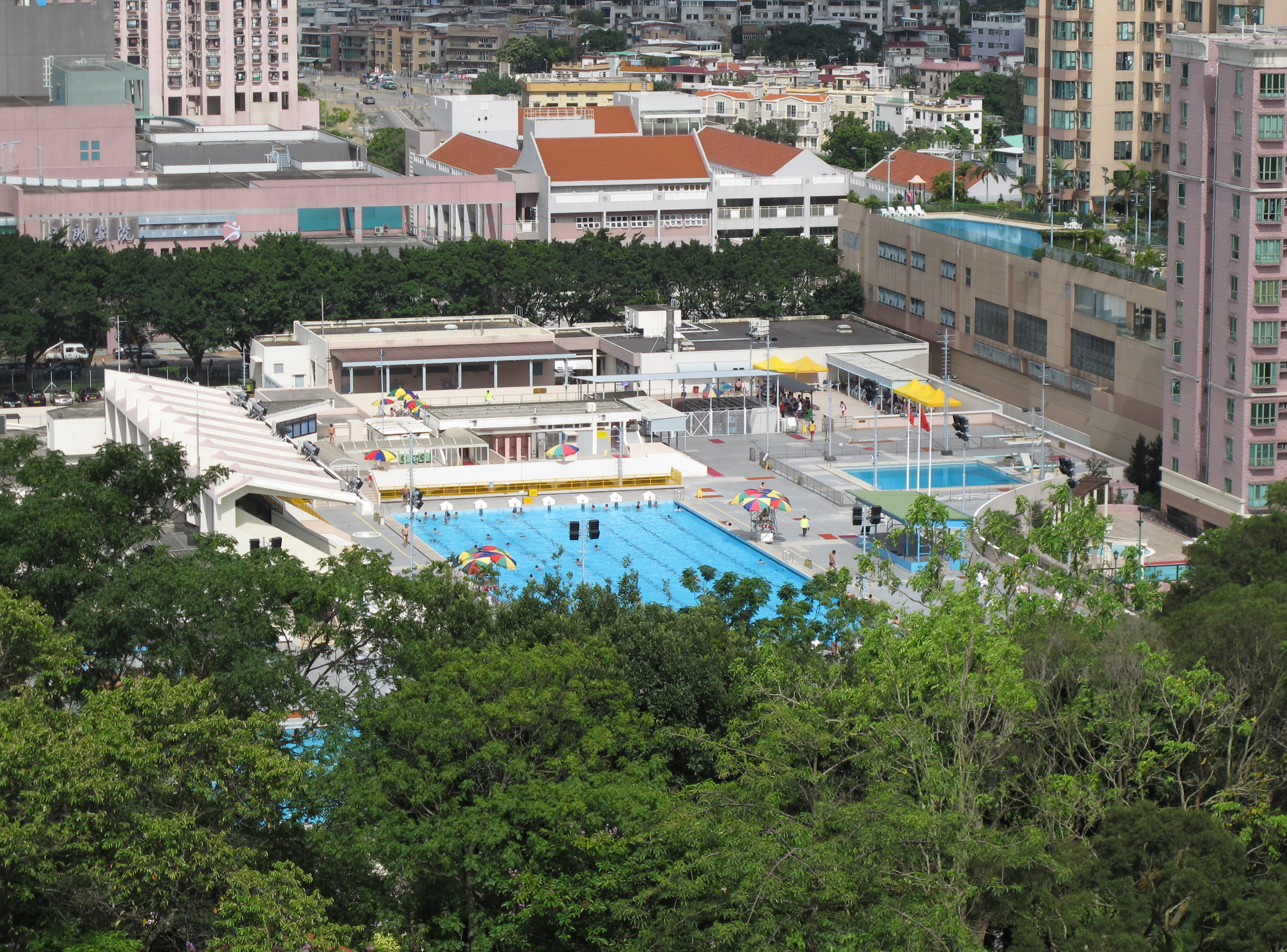
元朗游泳池

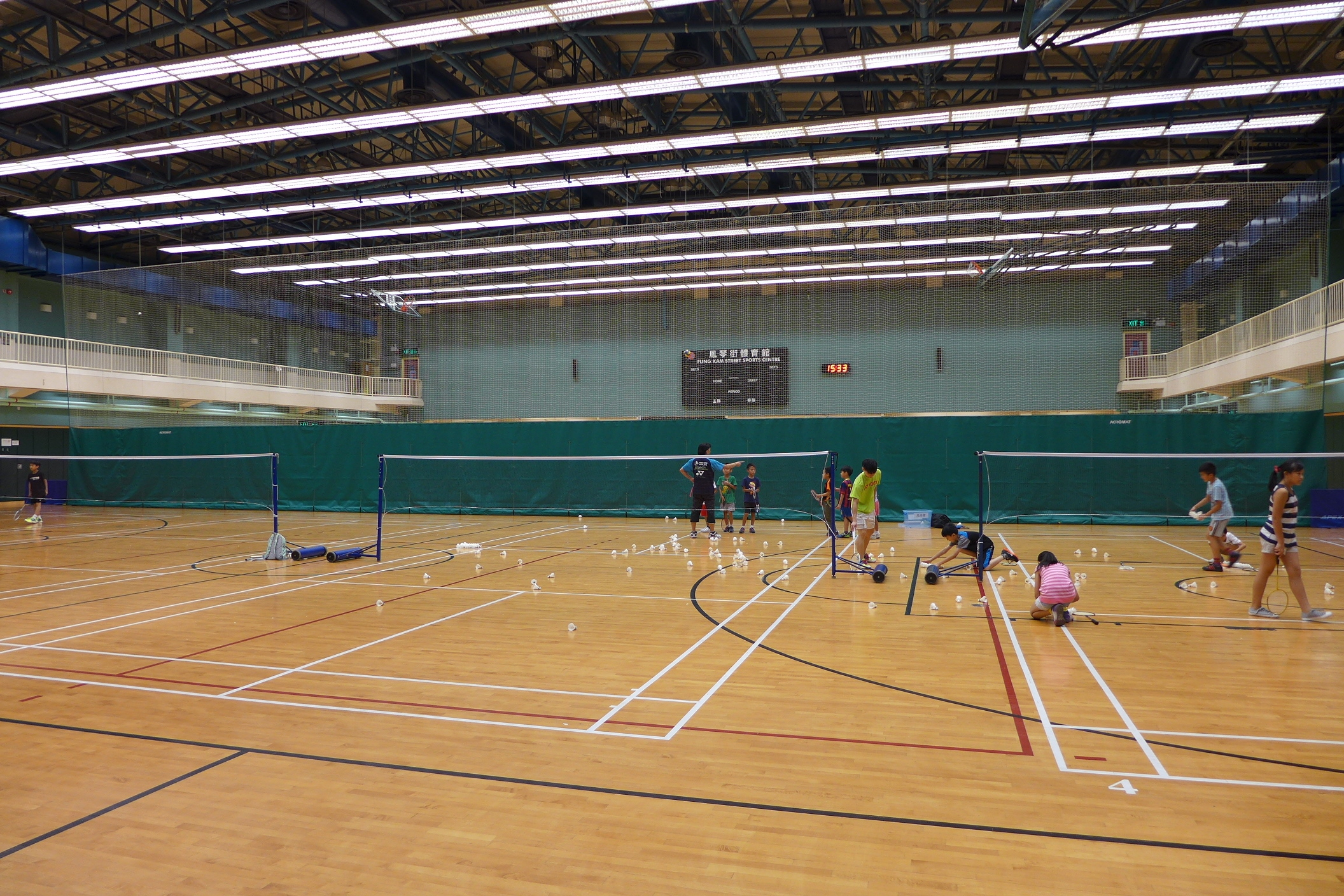
鳳琴街體育館

元朗賽馬會廣場

### 文康設施
大部份主要設施都集中在新市鎮西南部。

#### 圖書館
- 元朗公共圖書館

#### 公園

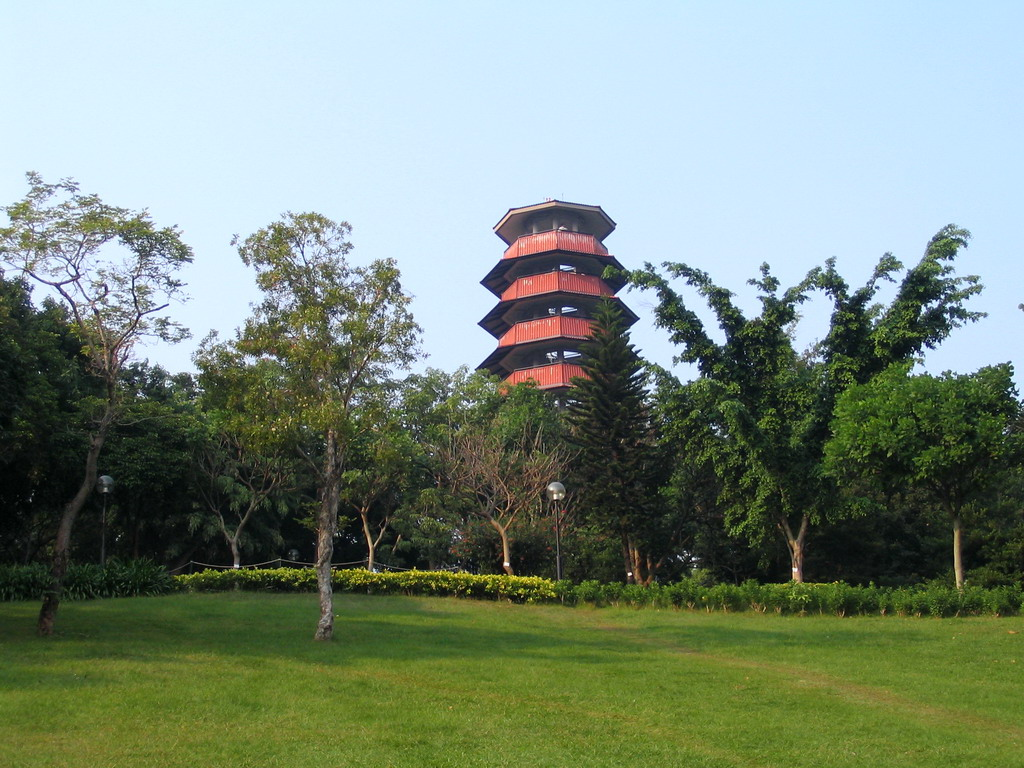
元朗公園百鳥塔

- 元朗公園
- 元朗賽馬會廣場
- 建業街遊樂場

#### 運動場地
- 元朗大球場
- 元朗游泳池
- 元朗體育館
- 鳳琴街體育館
- 朗屏體育館
- 西菁街網球場
- 安興遊樂場
- 鐘聲徑遊樂場
- 羅弼時爵士壁球場

#### 表演場地

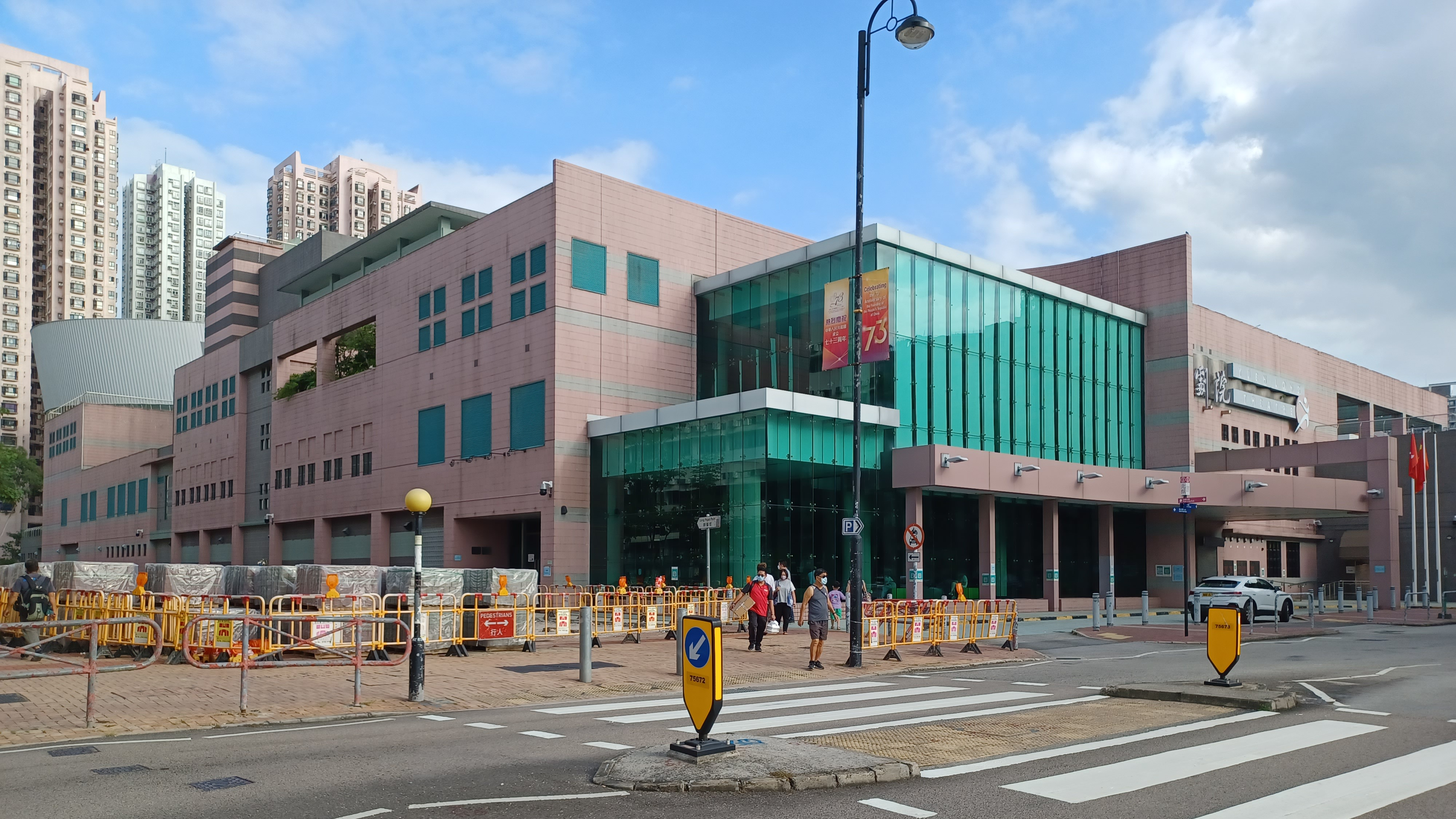
元朗劇院

- 元朗劇院
- 元朗大會堂
- 聿修堂

### 醫療服務

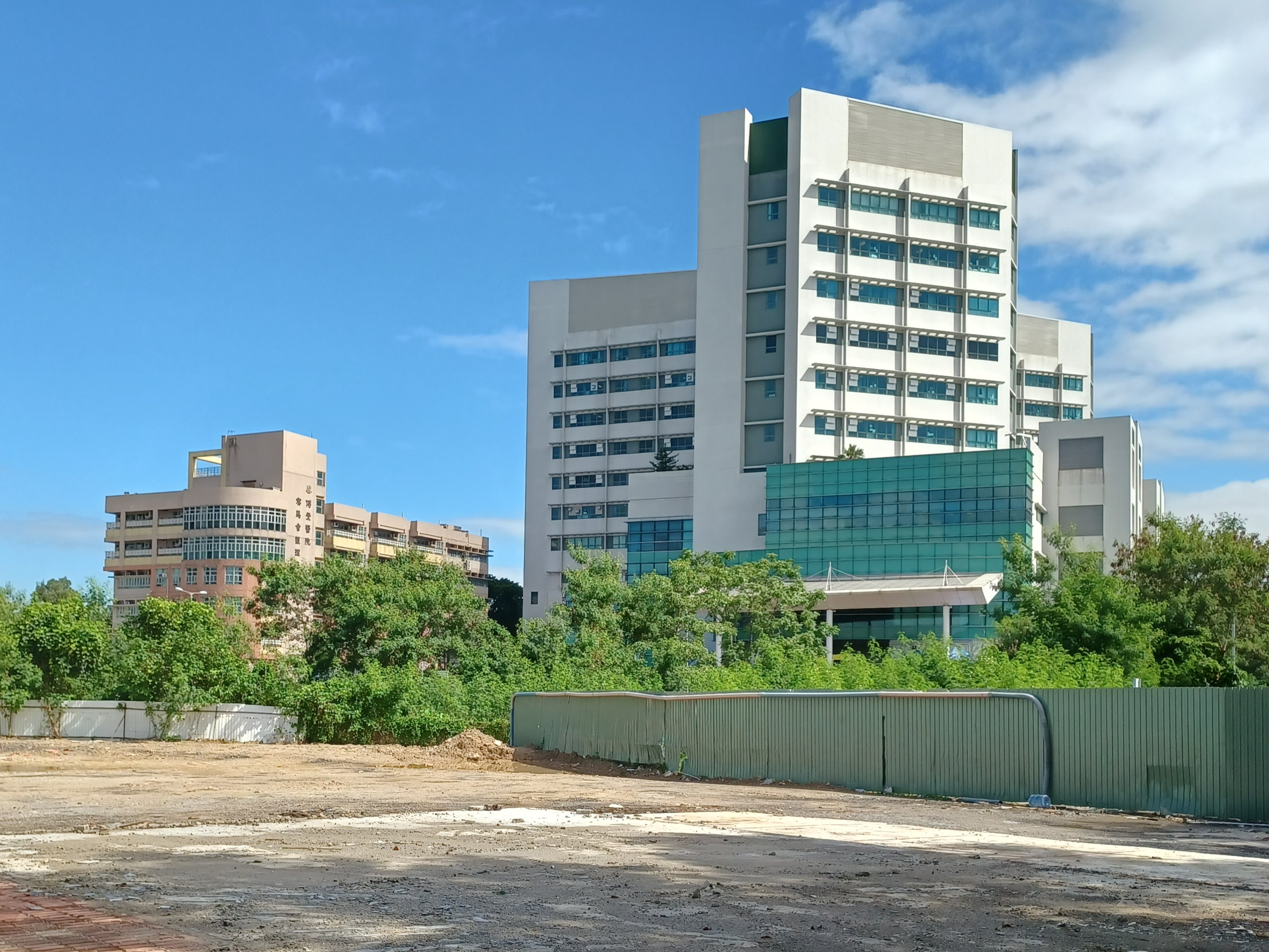
博愛醫院

#### 公營醫院
- 博愛醫院

#### 公營診所
- 元朗賽馬會健康院
- 容鳳書健康院

### 警署
- 元朗警署

### 消防局
- 元朗消防局

### 街市
- 大橋街市
- 同益街市
- 朗屏街市

## 工業
元朗新市鎮的工業區主要位於北面，橫洲的元朗創新園是全港第二個工業邨，另外還有舊墟西面的東頭工業區。

## 主要道路
- 青山公路
- 元朗公路
- 元朗安樂路
- 朗日路
- 朗樂路
- 朗屏路
- 朗天路
- 朗業街
- 寶業街
- 宏樂街
- 宏達路
- 福喜街
- 媽橫路
- 十八鄉交匯處
- 十八鄉路
- 博愛交匯處
- 馬棠路

## 交通

### 對內交通
元朗新市鎮的範圍不大，在鎮內人口和樓宇高度密集的元朗市中心，居民主要依靠步行或單車來往鎮內各地；部份居民也以輕鐵作短途的運輸，如由水邊圍往返元朗。由於屯馬線元朗站離市鎮最核心的地帶（元朗市之一段青山公路，通稱元朗大馬路）稍遠，輕鐵肩負起元朗站至大馬路一段接駁之重要角色；有效率地疏導大量由元朗站往返大馬路（乃至於在大馬路步行至元朗教育路等人車繁忙地帶）一帶之乘客。
新市鎮以內的運輸還由港鐵巴士作輔助，經營朗屏邨往來大棠的K66綫和元朗工業邨往來元朗公園的K68綫等。

### 對外交通

#### 概況
元朗新市鎮過去主要依靠青山公路、屯門公路及新界環迴公路（現時的九號幹綫，元朗區內包括元朗公路及新田公路）連接其他地區。由於1980年代末開始，屯門公路的車流量幾近飽和，故由1990年代起，部份前往香港島中上環等地，甚至是東九龍的車流，改為依賴新界東的公路網（如吐露港公路和大老山隧道等）及東區海底隧道，路程十分迂迴費時。若該路段發生交通事故，新市鎮對外交通亦同時受到影響。
自從1998年上半年三號幹綫全面通車後，元朗對外交通已大為改善，但到2014年起，隨着區內多個新住宅入伙，人口不斷增加情況下，交通擠塞問題愈來愈嚴重。大欖隧道加價後，不少私家車轉行不作收費的屯門公路，即使是大欖隧道，連接大欖隧道的各條道路亦日趨繁忙；令各交通要道重新出現不敷應用。與此同時，政府一直依賴西鐵作骨幹，在2015年的早上繁忙時間載客率已錄得超負荷4%，乘客有時需等1-2班車才上到。

元朗（西）巴士總站

九廣鐵路公司興建的輕鐵全長36.15公里，自1988年起服務元朗至屯門一帶，成為來往兩區的交通工具。同為九鐵公司興建的九廣西鐵（現為港鐵屯馬綫）於2003年12月20日通車，輕鐵成為屯馬綫的輔助交通工具。2007年，兩鐵合併之下，兩者都改由香港鐵路有限公司經營。現在，經屯馬綫往來元朗站至美孚站車程不多於20分鐘，在十數年間元朗的交通已大為改善。不過近年人口不斷增加情況下，交通擠塞問題愈來愈嚴重。加上政府一直依賴港鐵作骨幹，在2015年的早上繁忙時間載客率已錄得超負荷4%，乘客有時需等1-2班車才上到。輕鐵亦面對載客量飽和的情況。
道路方面，1998年三號幹綫的通車讓車輛可以更快捷地往來元朗、青衣、香港國際機場、西九龍和香港島之中西區，從而減輕屯門公路、城門隧道及大老山隧道擠塞情況。
來往各區的多條巴士綫由九巴營運。
另外設有三條邊境路綫B1（往落馬洲站）、B9（往香園圍管制站）和B2（往深圳灣口岸）和，分別由九巴和嶼巴營運。

## 外部連結
- 元朗區議會地區摘要 （页面存档备份，存于）
- W1 元朗新市鎮 （页面存档备份，存于） - 土木工程拓展署
- 新界規劃小冊子—元朗 （页面存档备份，存于） - 規劃署